# Leonid Cypkin
Leonid Borisowicz Cypkin (ros. Леонид Борисович Цыпкин, ur. 20 marca 1926 w Mińsku, zm. 20 marca 1982 w Moskwie) – radziecki pisarz, lekarz i uczony, doktor nauk medycznych (1969), autor słynnej powieści Lato w Baden (1982).

## Biografia
Pochodził z żydowskiej rodziny lekarskiej. Jego dziadek, absolwent Cesarskiego Uniwersytetu w Dorpacie, Mojsiej (Mowsza-Chaim) Abramowicz Polak (1868–1938) był kierownikiem Centralnego Szpitala Położniczego i Oddziału Położniczego w Szpitalu nr 2 w Mińsku. Lekarzem był brat jego dziadka, Michał Abramowicz Polak. Cała rodzina jego ojca, doktora nauk medycznych (1936), profesora Katedry Traumatologii i Ortopedii Białoruskiego Instytutu Medycznego i starszego pracownika naukowo-badawczego Białoruskiego Państwowego Instytutu Fizjologii, Ortopedii i Neurologii, Borysa Naumowicza Cypkina (1897–1961), zginęła w getcie w Mińsku (rodzice, siostra, siostrzeńcy), a brat i dwie siostry jego ojca zginęli wcześniej w łagrach w trakcie stalinowskiego terroru. Matka przyszłego pisarza, Wiera Mojsiejewna Polak (1895–1981), pracowała jako ftyzjatra (pulmonolog). Z literaturą związani byli jedynie siostra matki, krytyczka literacka Lidia Mojsiejwna Polak, pracownica Instytutu Literatury Światowej, oraz jej mąż, słynny językoznawca, Ruben Iwanowicz Awanesow, z którym Leonid Cypkin blisko się przyjaźnił w młodości.
Wraz z początkiem tzw. wielkiej wojny ojczyźnianej rodzinie Cypkinów udało się ewakuować do Ufy, gdzie w 1942 r. Leonid wstąpił do miejscowego instytutu medycznego. Rok po ukończeniu studiów w 1948 r. ożenił się z ekonomistką Natalią Michnikową i dostał pracę jako patomorfolog w Moskiewskim Obwodowym Szpitalu Psychiatrycznym nr 2, leżącym w obecnym miejskim rejonie czechowskim.
W 1957 r. Leonid Cypkin wraz z rodziną przeniósł się do Moskwy, gdzie został przyjęty jako pracownik naukowy (później starszy pracownik naukowy) w Zakładzie Immunologii i Wirusologii Chorób Nowotworowych Instytutu Polio i Wirusowego Zapalenia Mózgu Akademii Nauk Medycznych ZSRR. Jego sąsiadką okazała się pianistka Marija Judina. Oprócz pracy naukowej i produkcji szczepionek w instytucie Cypkin do końca lat 60. pracował na pół etatu jako prosektor w szpitalu miejskim.
Rozprawę naukową dla kandydata nauk medycznych obronił w 1952 r. Pracę doktorską zaś w 1968 r'. W pracy naukowej zajmował się wirusologię chorób onkologicznych.
Cypkin był szykanowany z powodu wyjazdu do USA jego jedynego syna. Zmarł w swoje urodziny, tydzień po emigracyjnej publikacji Lata w Baden. Zgodnie ze swoją wolą został pochowany obok rodziców na cmentarzu Wschodnim w Mińsku.

## Twórczość literacka
Leonid Cypkin zaczął pisać wiersze na początku lat 60., prozę zaś na początku lat 70. Tworzył opowiadania i eseje. Fascynował się twórczością Fiodora Dostojewskiego, przygotował album z własnymi fotografiami miejsc związanych z życiem i twórczością pisarza w Leningradzie. 
Najsłynniejsze dzieło Cypkina – Lato w Baden – inspirowane jest wspomnieniami z podróży po Europie napisanymi przez Annę Dostojewską.